# Route nationale 98
La route nationale 98 (RN 98 o N 98) è stata una strada nazionale francese che partiva da La Valette-du-Var e terminava a Roccabruna-Capo Martino. Oggi è completamente declassata.

## Percorso e storia
Si staccava dalla N97 e, passate La Garde, Hyères e La Londe-les-Maures, si dirigeva ad est lungo la costa mediterranea (ora declassata a D98) e, in origine, finiva a Saint-Tropez. Nel 1870 è stata allungata da Cogolin e Fréjus per Sainte-Maxime, tratto riassegnato dopo l'accorciamento della N559. Negli anni '30 sostituì la N7 nel percorso lungo la costa fino a Mandelieu. Nel 1972 fu prolungata da La-Napoule a Roccabruna-Capo Martino (il breve tratto per Mandelieu fu declassato a D2098, in seguito quello precedente La Napoule a D6098). Tutta la nazionale fu trasformata in dipartimentale nel 2006.